# Luiz Amilton Martins
Luiz Amilton Martins (Brusque, 20 de novembro de 1947) é um político brasileiro.
Filho de João Batista Martins e de Anadir Martins. Casou com Marilú Walendowsky Martins.
No pleito de 1986, pelo Partido da Frente Liberal (PFL), Foi candidato a deputado estadual para a Assembleia Legislativa de Santa Catarina pelo Partido da Frente Liberal (PFL) nas eleições de 1986, recebendo 10.092 votos, ficando como terceiro suplente. Foi convocado e participou da 11ª Legislatura (1987-1991).